# 対戦とっかえだま
『対戦とっかえだま』（たいせんとっかえだま）は、コナミより発売されたパズルゲームである。

## 概要
1996年にオリジナルであるアーケード版がリリースされた。しかし、その独特のゲームシステムがプレイヤーに理解されにくかったことと、業界では既にパズルゲームのブームが終焉を迎えていたことによりプレイ人口は少なく、先発である同社コナミの『対戦ぱずるだま』シリーズに比べるとややマイナーな存在となっている。
その影響もあって、同作品をコンシューマ向けに単独移植した商品は発売されていない。『ときめきメモリアル対戦とっかえだま』のようにプレイヤーキャラクターを総入れ替えした上での移植例や、『進め!対戦ぱずるだま 闘魂!まるたま町』のように一部のキャラクターが登場した例はあるものの、アーケード版そのままの完全移植がされたという例はこれまでに一度もない。
このような経緯を辿った作品ではあったが、そのゲームシステムは先に挙げたときメモ版や、後に同社がリリースしたキャラクターゲームに内包されているミニゲーム（後述）などに受け継がれている。

## シリーズ
対戦とっかえだま
（アーケード、1996年10月リリース）
同シリーズのオリジナルに当たる作品。本稿ではこの作品を中心に記述する。
ときめきメモリアル対戦とっかえだま
（プレイステーション、1997年6月19日発売 / セガサターン、1997年8月7日発売）
とっかえだま唯一のコンシューマ向け単独移植作品。
進め!対戦ぱずるだま 闘魂!まるたま町
（NINTENDO 64、1998年3月26日発売）
アーケード版『進め!対戦ぱずるだま』とアーケード版『対戦とっかえだま』の合体アレンジ。それぞれから一部のキャラクター(進めから8人、とっかえから4人)が登場するオムニバス作品。ゲームプレイの際に両作品のどちらのルールを取るかを選択することができ、全キャラクターともにそれぞれのルールに対応したこうげきだまパターンが用意されている。ただし、そのパターンは両作共に元の作品のものとは異なっている。『対戦とっかえだま』からは、ウパ太、Dr.ドップリー、ドキドキ☆バニラ、シン with クリスタルマイトの4名が参戦している。
みんなの王子様 〜THE PRINCE OF EVERYONE〜
（ゲームボーイアドバンス、2003年12月4日発売）
同作品内包のミニゲーム『校内ランキングテニス球』がとっかえだまのゲームシステムを採用している。
アニマル横町 〜どき☆どき進級試験! の巻〜
（ゲームボーイアドバンス、2006年5月18日発売）
同作品内包のミニゲーム『とっかえだま / くっつけばこ』がとっかえだまのゲームシステムを採用している。

## 基本ルール
同作品は『対戦ぱずるだま』シリーズと同様に、対人・対CPUプレイに特化したルールが制定されている。
画面はプレイヤーのフィールドと対戦相手のフィールドに分かれている。ゲームスタート後、プレイヤーは各自陣にてフィールドの最下段から徐々にせり上がってくる2種類×5色の「おおだま」「こだま」を任意に並べ替えて消去し、対戦相手を追い詰めるのに用いる「こうげきだま」をストックさせていく。最下段に控えているたまは、ボタン入力をすることによって自発的にせり上げることもできる。たまを並べ替えるには、翼を持ったリング状のカーソル「はねだま」を使用する。たまを消した際に連鎖が成立していると、その連鎖数に応じてこうげきだまがストックされていき、その後、こだまとして対戦相手のフィールドに降り注ぐ（フィールドの最下段からせり上げるパターンのキャラクターもいる）。これを利用して対戦相手を追い詰めていくのである。フィールド内が全てたまで埋まってしまった側が負けとなる。
同作品は、削除対象物でもあり攻撃手段でもあるたまを自由に並べ替えることができるので、前述した『対戦ぱずるだま』シリーズなどに比べて意図的に大連鎖が組み易くなっているのが特徴である。

### アーケード版オリジナルの機能
プレイヤーはゲームスタート時に、使用するキャラクターの選択とCPU戦の難易度の設定が行える。難易度は「梅」「竹」「松」の3種類が用意されている。難易度「竹」あるいは「松」で最終ステージをクリアすると、キャラクターごとに用意されたエンディングを見ることができる。
難易度「松」のみ、ゲームオーバー後には、プレイヤーがプレイ中に達成した得点の他に各ステージをクリアするのに要した時間、ゲーム中に達成した最大連鎖数、同じくゲーム中に達成した最大同時消し数それぞれに対応したボーナス得点が加算され、最終スコアが算出される。そして、最終スコアと最大連鎖数のうちいずれかが上位にランクインしている場合には、スコアネームを入力する画面へと移行する。スコアネームの入力後には、デモ画面にてそれらの記録が表示されるようになる。なお、難易度「松」ではプレイ中の得点が他の難易度の10倍になる。

### たまの種類
はねだま
各プレイヤーが操作するリング状の物体で、フィールド上にある2種類のたまの入れ替え若しくは移動のために使用する、いわゆる自機である。
- はねだまがたまを持っている状態でフィールド上のたまがある位置でボタンを押すと、たまを入れ替えることができる。
- はねだまがたまを持っている状態でフィールド上のたまがない位置でボタンを押すと、たまをその地点に置くことができる。
- はねだまがたまを持っていない状態でフィールド上のたまがある位置でボタンを押すと、そのたまを持つことができ、持ったたまの上にあるたまは一つ下に移動する。
- はねだまがたまを持っていない状態でフィールド上のたまがない位置でボタンを押しても何も起こらない。

おおだま
丸い、少し大きめのたま。難易度「竹」までは ● ● ● ● の計4色が、「松」ではそれに加えて ● の計5色が登場する。同じ色のたま同士が縦・横に3個以上つながるとフィールド上から消滅し、こうげきだまとしてストックされる。また、消滅する際に隣接しているこだまをおおだまに変える。
こだま
四角い、やや小さめのたま。難易度「竹」までは ■ ■ ■ ■ の計4色が、「松」ではそれに加えて ■ の計5色が登場する。おおだまとは異なり、同じ色のたま同士が縦・横に何個繋がっていても消滅しない。隣でおおだまが消えると、それに誘発されておおだまに変化する。おおだまに変化すると同時に消滅するよう、こだまを予め同色3列に並べ替えておくのが大連鎖を組むコツである。

## アーケード版の登場人物
本作アーケード版は学園を舞台にしており、学園内の関係者たちがプレイヤーキャラクターとなって対戦を繰り広げる。
このゲームの舞台の学園の名前は「聖たま学園」で、「たま祭」という文化祭をやっている。プレイヤーは選択したキャラクター以外の6人とランダム順で総当たりし、その後3体のボスキャラクターとの対戦となる。なお、ボス戦は順も含めて対戦相手が固定されている。また、ボスキャラクターは隠しコマンドでプレイヤーキャラクターとして選択可能であり、この場合ボス戦で同一キャラクター対決も発生することになる(その代わりにプレイヤーキャラクターとの対戦が1回だけ少なくなる)。
ウパ太
声 - 折笠愛
水族館から脱走し、学園長のペットとなったが捨てられ、学園内の噴水がある池に棲み着いたという経緯を持つウーパールーパー。そこで生徒たちの遅刻を見ている。年齢は3歳（『進め!対戦ぱずるだま 闘魂!まるたま町』で判明）。連鎖が進むと得意の拳法の奥義を次々と披露し、最後には激しくスピンする。なお、対戦の最中に時々彼の前を通過していくのは友達のまんぼうである。バトルに勝つとまことちゃんのグワシ!!のポーズをとる。
ドップリー博士
声 - 堀内賢雄
危険な薬を開発している学園のマッドサイエンティストで、長髪でメガネをかけている。実はこの髪は頭部の脳天部分しか生えておらず、両サイドには生えていない。年齢は32歳（『進め!対戦ぱずるだま 闘魂!まるたま町』で判明）。自分の体で人体実験をしており、連鎖が進むと実験薬を飲んで「あっちの世界」に行ってしまう。
『進め!対戦ぱずるだま 闘魂!まるたま町』では名前表記が「Dr.ドップリー」になっている。
ドキドキ☆バニラ
声 - 林原めぐみ
甘いものが大好きな魔法少女で、シンの妹。タンバリンで変身する。年齢は11歳（『進め!対戦ぱずるだま 闘魂!まるたま町』で判明）。連鎖が進むと魔法を使い、ナース、婦人警官、アイドル、人魚、カメラマンなど様々な姿に変身する。連鎖中に唱える変身の呪文は、カスタードプディングやケーキなど全て洋菓子の名前によって構成されている。
三条塚 あやめ
声 - 折笠愛
学園長の秘書を務めるセクシーな美女。ボールペンと思しき筆記具を手にしているが、実はマニキュア筆。連鎖が進むと胸元を露にしながら喘ぎ始める。また、対戦相手の攻撃によってこだまが大量に降ってきた時（もしくはせり上がってきた時）にも胸元を露にする。
レッドハイヒール山口
声 - 子安武人
学園の守衛室に常駐している警備員。スキンヘッドで筋骨隆々とした逞しい男性だが、オカマ言葉を使う。また、その職務とは裏腹に上半身裸でいる姿しか描かれておらず、生徒からは気味悪がられている。熊のぬいぐるみを抱いている姿と、頭に付けた大きなリボン、両胸に貼られた星型のシールが印象的。
シン with クリスタルマイト
声 - 子安武人（シンの声）
学園内の野外ステージでライブをしているヴィジュアル系ロックバンドのメンバーたちで、ヴォーカルを務めるシンはバニラの兄である。シンの年齢は23歳（『進め!対戦ぱずるだま 闘魂!まるたま町』で判明）。連鎖が進むと彼らがステージ上で行うライブは派手になっていき、大連鎖の終了後には盛大な花火で締め括る。
ひろし&ひとみ
声 - 岩永哲哉、栗林みえ
もはや学園の全生徒も認める仲のラヴラヴカップル（原文まま）。ともに年齢は不明だが、既に将来を誓い合っている。常に自分たちの世界にどっぷりと浸かっており、連鎖が進むたびにその熱愛ぶりを対戦相手に見せ付ける。
柳名取 三郎
声 - 堀内賢雄
学園内の講堂にいる自称教授の中年男性。CPU戦では1人目の中ボスとして登場する。対戦相手に向かって厳しく生徒指導をし、さらに連鎖が進むと突然自前のカンカン風衣装に着替えて踊り始める。負けると行きつけと思しき屋台(焼き鳥)でやけ酒に溺れる。
白河 りか
声 - 天野由梨
学園長の娘で、英文2年に在籍中の女子大生。CPU戦では2人目の中ボスとして登場する。自分に貢いでくれる相手を探しているらしく、連鎖が進むと対戦相手におねだりを始める。
白河 イースター三世
声 - ???
CPU戦ではラスボスとして登場する学園長。娘のりかとは対照的に平安時代の貴族のような言葉遣いで、一人称は「麿」。イースター島のモアイ像のような顔をしており、その容姿はとても人間とは思えない。非常に複雑なこうげきだまパターンを持つ。